# 主廣場 (瓦拉多利德)
41°39′07″N 4°43′44″W / 41.65194°N 4.72889°W

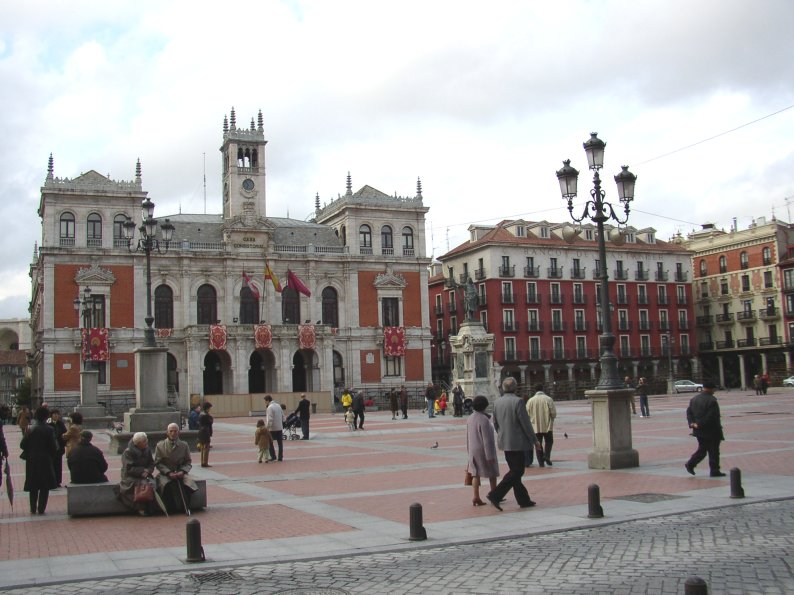
主廣場

主廣場（西班牙語：Plaza Mayor）是西班牙城市瓦拉多利德市中心的一座廣場。主廣場自13世紀中期開始就已經存在。1561年，主廣場毀於火災，之後得到重建。巴拉多利德廣場也是西班牙第一座大型廣場。